# 那臘都 (彬牙)
那臘都（發音：[nəɹəθù]，1333年—1364年），舊譯那羅多，他是緬甸彬牙王國君主，1359年至1364年間在位。那臘都是前任國王覺蘇瓦艾的弟弟。那臘都治下的彬牙王國面臨北方麓川（勐卯）的侵略，1364年彬牙城破，那臘都被帶回麓川，因此他也被稱為毛巴敏（မောပါမင်း，發音：[mɔ́ bà mɪ́ɴ]，Maw-Pa Min），意為「被帶至勐卯的王」。

## 生平

### 早年
那臘都是彬牙國王覺蘇瓦的三子，那臘都的長兄烏茲那比昂腿部有疾，次兄覺蘇瓦艾被立為王儲並於1350年繼位。1359年，覺蘇瓦艾逝於與麓川的戰事中，那羅都繼位為王。

### 統治
那臘都即位時的彬牙王國正處於嚴重的內憂外患之中，北方的麓川（或稱木撣）於1355年成功擺脫元朝的箝制，轉而向南擴張。1356年的旱季，麓川軍劫掠了實皆王國的北方地區。1358年至1359年，麓川軍出兵洗劫實皆王國與彬牙王國。南方的東吁總督於1358年起兵叛亂，率軍洗劫了彬牙王國的糧倉皎施地區。混亂的局勢使那臘都的加冕儀式推遲至1360年才舉行。
那臘都即位後終止了與實皆王國的同盟協議。他認為彬牙王國無力控制境內總督，遑論援助實皆對抗麓川。然而，麓川無視彬牙的中立政策，於1362年至1363年劫掠了彬牙王國。絕望的那臘都轉而向麓川首領思可法尋求同盟，雙方議定共同攻打實皆。那臘都顯然是盟約中弱勢的一方，他答應在劫掠中只取少部分的戰利品。
那臘都實際上已無力召集足夠的軍力，麓川多年的劫掠使許多百姓逃離彬牙。1363年，麓川進犯實皆，那臘都並未依計畫從南方進軍。麓川軍擊潰了實皆的北方防線，於1364年初三面進圍實皆城。彬牙軍負責封鎖伊洛瓦底江上的實皆王國港口，然而這封鎖漏洞百出，1364年4月實皆城破，實皆國王明波梯訶波帝與王族乘船南逃，大量實皆百姓渡江前往彬牙。
思可法對彬牙軍的表現非常失望，他下令麓川軍渡江攻打彬牙。一說思可法不滿實皆貧乏，無資可掠，故轉而進攻彬牙。彬牙微弱的軍力無法抵禦麓川的侵略，1364年5月，彬牙城破，麓川軍蹂躪洗劫了彬牙，將那臘都與他的三頭白象帶回麓川。那臘都因此被稱為毛巴敏，意為「被帶至勐卯的王」。